# Chain Letter
Chain Letter es una película de terror de 2010 dirigida por Deon Taylor. Su guion fue escrito por Diana Erwin, Michael J. Pagan y el mismo Deon Taylor. La película trata sobre seis amigos que son acosadas por un asesino que utiliza cadenas para matarlos si no continúan la cadena de mensajes enviando a cinco personas.

## Argumento
La película comienza en un garaje con una joven inconsciente con la cabeza envuelta en cinta adhesiva y las piernas encadenada a la parte posterior de dos coches. Un hombre y una mujer se dirigen a sus autos para ir al trabajo. Mientras la pareja arrancan sus automóviles que salen de la calzada. La mujer en el coche se da cuenta de la víctima, pero cuando sale de su auto para advertir al hombre, él pone en marcha su auto.
Neil Conners (Cody Kasch) recibe una carta en cadena de una persona anónima diciéndole que él es la primera persona que une la cadena, y le da instrucciones para remitirlo a cinco personas o, de lo contrario, morirá. Su hermana Rachael (Cherilyn Wilson) envía el mensaje, pero sólo a cuatro destinatarios.Neil luego añade su hermana a la lista y se la envía.
La mejor amiga de Rachael, Jessica Jessie Campbell (Nikki Reed), recibe el mensaje y lo reenvía a cinco amigos. Johnny Jones (Matt Cohen) también lo recibe, pero se niega a enviarlo, creyendo que es ridículo. Mientras que está tomando agua en la fuente en el gimnasio, una figura encapuchada de negro golpea su cabeza en la fuente, noqueándolo. Inconsciente. Es encadenado brazo por brazo y una pierna por pierna a un equipo de gimnasio y tiene sus huesos rotos, después de lo cual el asesino utiliza las cadenas para cortar su cara, matándolo.

## Reparto
- Nikki Reed como Jessica Jessie Campbell.
- Keith David como el detective Jim Crenshaw.
- Brad Dourif como Mr. Smirker
- Betsy Russell como el sargento Hamill.
- Cody Kasch como Neil Conners.
- Cherilyn Wilson como Rachael Conners.
- Michael J. Pagan como Michael Grant.
- Noah Segan como Dante.
- David Zahedian como Brad.
- Matt Cohen como Johnny Jones.
- Patrick St. Esprit como Dean Jones.
- Kate Enggren como Debra Jones.
- Terrence Evans como Mr. Bradford
- Madison Bauer como Jane Campbell.
- Phil Austin como Phillip Campbell.
- Brian Tee como Brian Yee.
- Charles Fleischer como Frank Wiggins.
- Shari Carlson como Judy Connors.
- Deborah Geffner como Irene Cristoff.
- Bai Ling como Jai Pham.
- Jonathan Hernández como Carlos.
- Lyn Ross como Shirley.
- Michael Bailey Smith como el hombre de la cadena.

## Lanzamiento
El 1 de octubre de 2010 se llevó a cabo un estreno limitado, con proyecciones en Nueva York, Los Ángeles, Chicago, Houston, Detroit y Atlanta.